# CH–47 Chinook

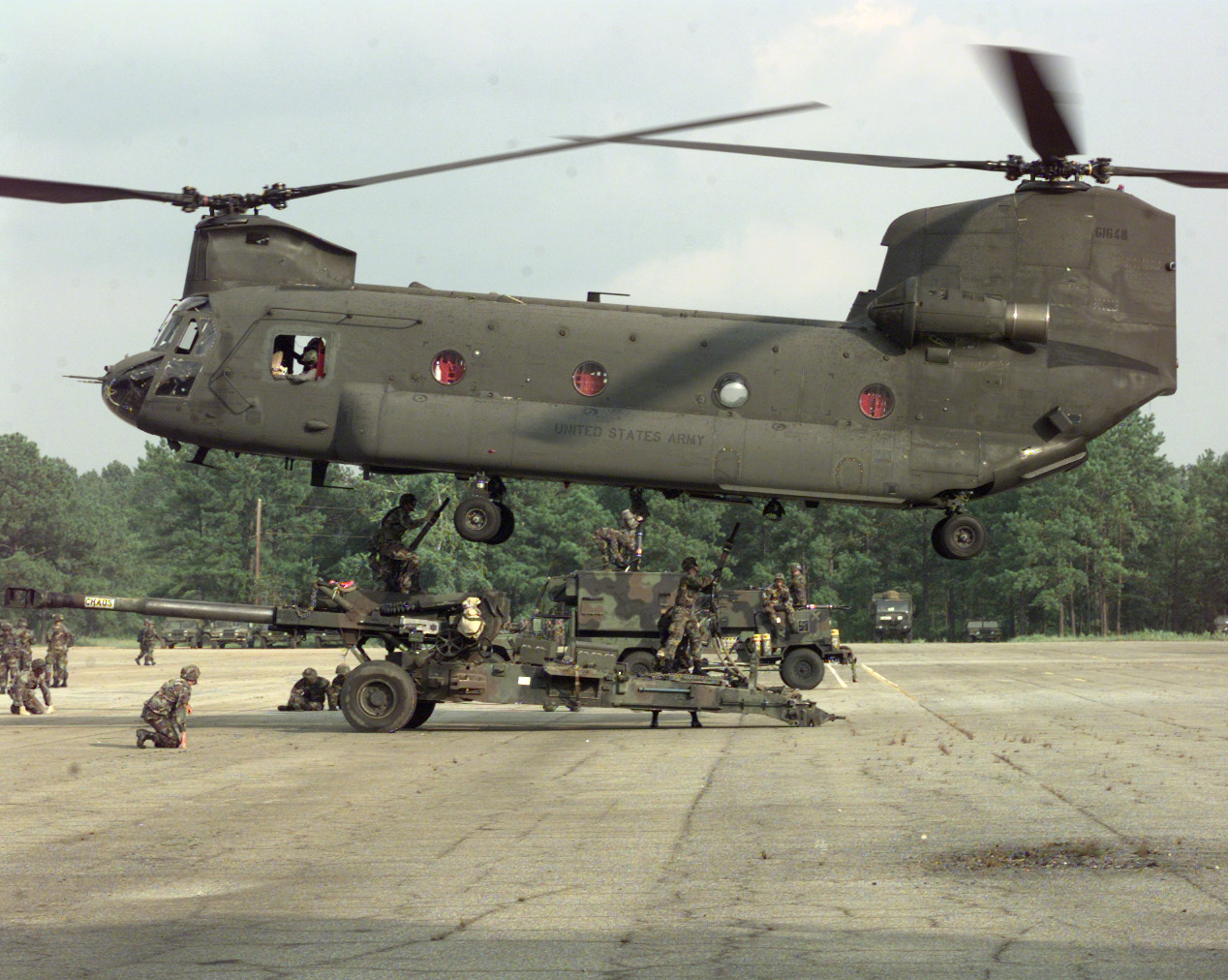
Az Amerikai Hadsereg egyik Chinook-ja alá egy M198 vontatott tarackot rögzítenek Fort Benningben

A CH–47 Chinook tandem-rotorelrendezésű kéthajtóműves nehéz szállítóhelikopter, amelyet a Boeing Vertol (Vertical takeoff and landing) (később Boeing Helicopters, napjainkban Boeing Rotorcraft Systems) fejlesztett ki az 1960-as években elsősorban katonai célokra, korának leggyorsabb szállítóhelikoptere volt (315 km/h). Elsődlegesen csapatszállításra alkalmazták a vietnámi háborúban, de alkalmassá tették egyes tüzérségi eszközök és más rakományok külső függesztményként való szállítására is, illetve jól bevált harctéri utánpótlás-szállítóként is. A törzs hátsó részén helyezték el az osztott ajtót: az alsó egyharmada lehajtható rámpa, a felső kétharmada a szállítótér belsejébe, felfelé nyílik a mennyezetig. Ezeken keresztül történik a be- és kirakodás, illetve a pilótafülke mögött két oldalon elhelyezett ajtók biztosítják a személyi mozgását. A repülőgéptörzs zárt nyílásokkal úszóképes.
Napjainkban 21 ország tartja hadrendben, legnagyobb számban az Egyesült Államok Hadserege és a Brit Királyi Légierő, valamint több civil légitársaság is üzemelteti.

### Filmek
- Talajrezonancia-vizsgálat. YouTube